# Angiomatosi bacillare
Per   Angiomatosi bacillare  in campo medico si intende un disturbo della pelle caratterizzata da proliferazione vascolare. Tipica dei pazienti HIV positivi.

## Eziologia
Sono causate da batteri del genere Bartonella: Bartonella quintana (il più diffuso) e Bartonella henselae

### Sintomatologia
Fra i sintomi e segni clinici si riscontrano febbre, batteriemia, si mostrano papule e noduli eritematosi

### Diagnosi differenziale
- Angiosarcoma
- Malattia da graffio di gatto
- Sarcoma di Kaposi

## Terapia
Il trattamento è farmacologico, si somministra eritromicina e altri antibiotici